# Жемчужина-2
«Жемчу́жина-2» — российский футбольный клуб из Сочи. Фарм-клуб «Жемчужины». Основан в 1992 году. Играл в первенстве России среди команд клубов ПФЛ, пока в 2000 году во второй дивизион не опустилась «Жемчужина». Лучшее достижение — 13-е место в зоне «Юг» второго дивизиона в 1999 году.
В сезоне 2009 команда планировала заявиться в соревнования ЛФЛ зоны ЮФО, но было принято решение выступать в первенстве Краснодарского края. В сезоне-2009 команда заняла 8-е место, в сезоне-2010 — 6-е место.
В 2011 году команда стала серебряным призером Чемпионата Краснодарского края, а её игроки Андрей Золотов, Артем Сёмка и Олег Журавлёв вошли в символическую сборную чемпионата, показав лучшие результаты в сезоне среди команд Высшей лиги.

## История названий
- 1992—1994 — «Торпедо» (Адлер)
- 1995—1997 — «Жемчужина»-д
- 1998—1999 — «Жемчужина»-2
- 2000—2008 — не участвовала
- 2009 — «Жемчужина-2»
- 2010—2011 — «Жемчужина-Сочи-Д»

## Результаты выступлений в ПФЛ
| Сезон | Лига                       | Место    | И  | В  | Н | П  | Мячи  | О  | Примечания                                         |
| ----- | -------------------------- | -------- | -- | -- | - | -- | ----- | -- | -------------------------------------------------- |
| 1992  | Вторая лига, зона 1        | 17 из 20 | 38 | 11 | 4 | 23 | 46-66 | 26 | За победу начислялось 2 очка                       |
| 1993  | Вторая лига, зона 2        | —        | 8  | 1  | 2 | 5  | 8-17  | —  | Снятие по ходу первенства. Результаты аннулированы |
|       |                            |          |    |    |   |    |       |    |                                                    |
| 1995  | Третья лига, зона 1        | —        | 16 | 6  | 1 | 9  | 26-30 | —  | Снятие по ходу первенства. Результаты аннулированы |
| 1996  | Третья лига, зона 2        | 12 из 17 | 32 | 11 | 4 | 17 | 55-64 | 37 |                                                    |
| 1997  | Третья лига, зона 2        | 14 из 16 | 30 | 9  | 6 | 15 | 38-55 | 33 |                                                    |
| 1998  | Второй дивизион, зона «Юг» | 18 из 21 | 40 | 10 | 5 | 25 | 47-79 | 35 |                                                    |
| 1999  | Второй дивизион, зона «Юг» | 13 из 19 | 36 | 12 | 5 | 19 | 44-61 | 41 |                                                    |